# 神戸町
神戸町（ごうどちょう）は、岐阜県安八郡に属する町。濃尾平野の北西端にある。
バラやアルストロメリアなどの花卉、小松菜などの野菜の生産で知られる。

## 地理
- 河川
  - 揖斐川
    - 西座倉地域のみ左岸、他は右岸にある。

  - 平野井川
  - 東平野井川
  - 菅野川

瑞穂市以外の隣接市町村にはすべて山があるため、神戸町域に山はないものの山が迫っているように見える。

### 隣接している自治体
- 大垣市
- 瑞穂市 ※揖斐川右岸にも市域が入り込んでいる。
- 揖斐郡池田町
- 揖斐郡大野町

安八郡の中で唯一大垣市の北に位置する市町村であるが、これは大垣市の市域の大半が元々安八郡に属していた事情がある。この地域が昭和の大合併（旧墨俣町を除く地方自治体）によって大垣市となったことから、その他の地域の安八郡と分断されたためである。

### 地名
- 神戸
- 川西
- 北一色
- 更屋敷
- 末守
- 付寄
- 前田
- 田　（旧・北平野村）
- 横井　（旧・北平野村）
- 安次　（旧・北平野村）
- 丈六道　（旧・北平野村）
- 下宮　（旧・下宮村）
- 新屋敷　（旧・下宮村）
- 落合　（旧・下宮村）
- 柳瀬　（旧・下宮村）
- 瀬古　（旧・下宮村）
- 斎田　（旧・下宮村）
- 和泉　（旧・南平野村）
- 八条　（旧・南平野村）
- 加納　（旧・南平野村）
- 中沢　（旧・南平野村）
- 南方　（旧・南平野村）
- 西保　（旧・南平野村）
- 西座倉　（揖斐郡大野町より編入（旧・揖斐郡川合村大字西座倉））

## 歴史
比叡山延暦寺の荘園時代（当時、当地を「平野庄（ひらのしょう）」または「平野荘」と称した）と、中心部を最澄が通った際に建立された寺をきっかけに建立された日吉神社の門前町として、明治はじめまで市が立ち栄えた。
また、町域南端を中山道がかすめている。

### 沿革
- 1889年（明治22年）7月1日 - 神戸村、川西村、下宮村、新屋敷村が合併し神戸村発足。
- 1892年（明治25年）8月6日 - 町制施行し神戸町となる。
- 1897年（明治30年）7月1日 - 
  - 末守村、北一色村、更屋敷村と新設合併。
  - 神戸町の一部（下宮・新屋敷）が分離し、新規合併で下宮村の一部となる。
- 1950年（昭和25年）4月1日 - 北平野村と合併（白鳥のみ現池田町へ）。
- 1954年（昭和29年）4月1日 - 下宮村、南平野村と新設合併（南平野村青木・草道島は赤坂町、現大垣市へ）。
- 1960年（昭和35年）4月1日 - 大野町（旧揖斐郡川合村）西座倉を編入。経緯については川合村の項参照。
- 2004年（平成16年） - 住民投票により大垣市との合併協議から離脱。

### 変遷表
| 明治元年        | 明治7年                      | 明治8年 1月     | 明治12年 2月18日 郡区町村 編成法施行 | 明治22年 7月1日 町村制施行 | 明治25年 8月8日                    | 明治30年 4月1日 郡制施行 | 昭和23年 10月1日     | 昭和25年 4月1日                      | 昭和25年 8月1日                      | 昭和29年 4月1日 -5月1日                 | 昭和30年 4月1日               | 昭和35年 1月1日                      | 昭和35年 4月1日                      | 昭和42年 9月1日               | 現在          |
| --------------- | ---------------------------- | --------------- | ------------------------------------ | -------------------------- | ---------------------------------- | ------------------------ | -------------------- | ------------------------------------ | ------------------------------------ | --------------------------------------- | ----------------------------- | ------------------------------------ | ------------------------------------ | ----------------------------- | ------------- |
| 安八郡 白鳥村   | 安八郡 白鳥村                | 安八郡 白鳥村   | 安八郡 白鳥村                        | 安八郡 白鳥村              | 安八郡 北平野村                    | 安八郡 北平野村          | 安八郡 北平野村      | 昭和25年 4月1日 揖斐郡 池田村 に編入 | 昭和25年 8月1日 揖斐郡 温知村 に編入 | 昭和29年 5月1日 町制 改称 揖斐郡 池田町 | 昭和30年 4月1日 揖斐郡 池田町 | 揖斐郡 池田町                        | 揖斐郡 池田町                        | 揖斐郡 池田町                 | 揖斐郡 池田町 |
| 安八郡 田村     | 安八郡 田村                  | 安八郡 田村     | 安八郡 田村                          | 安八郡 田村                | 安八郡 北平野村                    | 安八郡 北平野村          | 安八郡 北平野村      | 昭和25年 4月1日 安八郡 神戸町 に編入 | 安八郡 神戸町                        | 昭和29年 4月1日 安八郡 神戸町           | 安八郡 神戸町                 | 安八郡 神戸町                        | 安八郡 神戸町                        | 安八郡 神戸町                 | 安八郡 神戸町 |
| 安八郡 横井村   | 安八郡 横井村                | 安八郡 横井村   | 安八郡 横井村                        | 安八郡 横井村              | 安八郡 北平野村                    | 安八郡 北平野村          | 安八郡 北平野村      | 昭和25年 4月1日 安八郡 神戸町 に編入 | 安八郡 神戸町                        | 昭和29年 4月1日 安八郡 神戸町           | 安八郡 神戸町                 | 安八郡 神戸町                        | 安八郡 神戸町                        | 安八郡 神戸町                 | 安八郡 神戸町 |
| 安八郡 安次村   | 安八郡 安次村                | 安八郡 安次村   | 安八郡 安次村                        | 安八郡 安次村              | 安八郡 北平野村                    | 安八郡 北平野村          | 安八郡 北平野村      | 昭和25年 4月1日 安八郡 神戸町 に編入 | 安八郡 神戸町                        | 昭和29年 4月1日 安八郡 神戸町           | 安八郡 神戸町                 | 安八郡 神戸町                        | 安八郡 神戸町                        | 安八郡 神戸町                 | 安八郡 神戸町 |
| 安八郡 丈六道村 | 安八郡 丈六道村              | 安八郡 丈六道村 | 安八郡 丈六道村                      | 安八郡 丈六道村            | 安八郡 北平野村                    | 安八郡 北平野村          | 安八郡 北平野村      | 昭和25年 4月1日 安八郡 神戸町 に編入 | 安八郡 神戸町                        | 昭和29年 4月1日 安八郡 神戸町           | 安八郡 神戸町                 | 安八郡 神戸町                        | 安八郡 神戸町                        | 安八郡 神戸町                 | 安八郡 神戸町 |
| 安八郡 末守村   | 安八郡 末守村                | 安八郡 末守村   | 安八郡 末守村                        | 安八郡 末守村              | 安八郡 末守村                      | 安八郡 神戸町            | 安八郡 神戸町        | 安八郡 神戸町                        | 安八郡 神戸町                        | 昭和29年 4月1日 安八郡 神戸町           | 安八郡 神戸町                 | 安八郡 神戸町                        | 安八郡 神戸町                        | 安八郡 神戸町                 | 安八郡 神戸町 |
| 安八郡 一色村   | 明治7年 改称 安八郡 北一色村 | 安八郡 北一色村 | 安八郡 北一色村                      | 安八郡 北一色村            | 安八郡 北一色村                    | 安八郡 神戸町            | 安八郡 神戸町        | 安八郡 神戸町                        | 安八郡 神戸町                        | 昭和29年 4月1日 安八郡 神戸町           | 安八郡 神戸町                 | 安八郡 神戸町                        | 安八郡 神戸町                        | 安八郡 神戸町                 | 安八郡 神戸町 |
| 安八郡 更屋敷村 | 安八郡 更屋敷村              | 安八郡 更屋敷村 | 安八郡 更屋敷村                      | 安八郡 更屋敷村            | 安八郡 更屋敷村                    | 安八郡 神戸町            | 安八郡 神戸町        | 安八郡 神戸町                        | 安八郡 神戸町                        | 昭和29年 4月1日 安八郡 神戸町           | 安八郡 神戸町                 | 安八郡 神戸町                        | 安八郡 神戸町                        | 安八郡 神戸町                 | 安八郡 神戸町 |
| 安八郡 神戸村   | 安八郡 神戸村                | 安八郡 神戸村   | 安八郡 神戸村                        | 安八郡 神戸村              | 明治25年 8月8日 町制 安八郡 神戸町 | 安八郡 神戸町            | 安八郡 神戸町        | 安八郡 神戸町                        | 安八郡 神戸町                        | 昭和29年 4月1日 安八郡 神戸町           | 安八郡 神戸町                 | 安八郡 神戸町                        | 安八郡 神戸町                        | 安八郡 神戸町                 | 安八郡 神戸町 |
| 安八郡 川西村   | 安八郡 川西村                | 安八郡 川西村   | 安八郡 川西村                        | 安八郡 神戸村              | 明治25年 8月8日 町制 安八郡 神戸町 | 安八郡 神戸町            | 安八郡 神戸町        | 安八郡 神戸町                        | 安八郡 神戸町                        | 昭和29年 4月1日 安八郡 神戸町           | 安八郡 神戸町                 | 安八郡 神戸町                        | 安八郡 神戸町                        | 安八郡 神戸町                 | 安八郡 神戸町 |
| 安八郡 下宮村   | 安八郡 下宮村                | 安八郡 下宮村   | 安八郡 下宮村                        | 安八郡 神戸村              | 明治25年 8月8日 町制 安八郡 神戸町 | 安八郡 下宮村            | 安八郡 下宮村        | 安八郡 下宮村                        | 安八郡 下宮村                        | 昭和29年 4月1日 安八郡 神戸町           | 安八郡 神戸町                 | 安八郡 神戸町                        | 安八郡 神戸町                        | 安八郡 神戸町                 | 安八郡 神戸町 |
| 安八郡 新屋敷村 | 安八郡 新屋敷村              | 安八郡 新屋敷村 | 安八郡 新屋敷村                      | 安八郡 神戸村              | 明治25年 8月8日 町制 安八郡 神戸町 | 安八郡 下宮村            | 安八郡 下宮村        | 安八郡 下宮村                        | 安八郡 下宮村                        | 昭和29年 4月1日 安八郡 神戸町           | 安八郡 神戸町                 | 安八郡 神戸町                        | 安八郡 神戸町                        | 安八郡 神戸町                 | 安八郡 神戸町 |
| 安八郡 瀬古村   | 安八郡 瀬古村                | 安八郡 瀬古村   | 安八郡 瀬古村                        | 安八郡 瀬古村              | 安八郡 瀬古村                      | 安八郡 下宮村            | 安八郡 下宮村        | 安八郡 下宮村                        | 安八郡 下宮村                        | 昭和29年 4月1日 安八郡 神戸町           | 安八郡 神戸町                 | 安八郡 神戸町                        | 安八郡 神戸町                        | 安八郡 神戸町                 | 安八郡 神戸町 |
| 安八郡 斎田村   | 安八郡 斎田村                | 安八郡 斎田村   | 安八郡 斎田村                        | 安八郡 斎田村              | 安八郡 斎田村                      | 安八郡 下宮村            | 安八郡 下宮村        | 安八郡 下宮村                        | 安八郡 下宮村                        | 昭和29年 4月1日 安八郡 神戸町           | 安八郡 神戸町                 | 安八郡 神戸町                        | 安八郡 神戸町                        | 安八郡 神戸町                 | 安八郡 神戸町 |
| 安八郡 付寄村   | 安八郡 付寄村                | 安八郡 付寄村   | 安八郡 斎田村                        | 安八郡 斎田村              | 安八郡 斎田村                      | 安八郡 下宮村            | 安八郡 下宮村        | 安八郡 下宮村                        | 安八郡 下宮村                        | 昭和29年 4月1日 安八郡 神戸町           | 安八郡 神戸町                 | 安八郡 神戸町                        | 安八郡 神戸町                        | 安八郡 神戸町                 | 安八郡 神戸町 |
| 安八郡 柳瀬村   | 安八郡 柳瀬村                | 安八郡 柳瀬村   | 安八郡 柳瀬村                        | 安八郡 柳瀬村              | 安八郡 柳瀬村                      | 安八郡 下宮村            | 安八郡 下宮村        | 安八郡 下宮村                        | 安八郡 下宮村                        | 昭和29年 4月1日 安八郡 神戸町           | 安八郡 神戸町                 | 安八郡 神戸町                        | 安八郡 神戸町                        | 安八郡 神戸町                 | 安八郡 神戸町 |
| 安八郡 落合村   | 安八郡 落合村                | 安八郡 落合村   | 安八郡 落合村                        | 安八郡 落合村              | 安八郡 落合村                      | 安八郡 下宮村            | 安八郡 下宮村        | 安八郡 下宮村                        | 安八郡 下宮村                        | 昭和29年 4月1日 安八郡 神戸町           | 安八郡 神戸町                 | 安八郡 神戸町                        | 安八郡 神戸町                        | 安八郡 神戸町                 | 安八郡 神戸町 |
| 大野郡 西座倉村 | 大野郡 西座倉村              | 大野郡 西座倉村 | 大野郡 西座倉村                      | 大野郡 西座倉村            | 大野郡 西座倉村                    | 揖斐郡 川合村 の一部     | 揖斐郡 川合村 の一部 | 揖斐郡 川合村 の一部                 | 揖斐郡 川合村 の一部                 | 揖斐郡 川合村 の一部                    | 揖斐郡 川合村 の一部          | 昭和35年 1月1日 揖斐郡 大野町 に編入 | 昭和35年 4月1日 安八郡 神戸町 に編入 | 安八郡 神戸町                 | 安八郡 神戸町 |
| 安八郡 加納村   | 安八郡 加納村                | 安八郡 加納村   | 安八郡 加納村                        | 安八郡 加納村              | 安八郡 加納村                      | 安八郡 南平野村          | 安八郡 南平野村      | 安八郡 南平野村                      | 安八郡 南平野村                      | 昭和29年 4月1日 安八郡 神戸町           | 安八郡 神戸町                 | 安八郡 神戸町                        | 安八郡 神戸町                        | 安八郡 神戸町                 | 安八郡 神戸町 |
| 安八郡 前田村   | 安八郡 前田村                | 安八郡 前田村   | 安八郡 前田村                        | 安八郡 加納村              | 安八郡 加納村                      | 安八郡 南平野村          | 安八郡 南平野村      | 安八郡 南平野村                      | 安八郡 南平野村                      | 昭和29年 4月1日 安八郡 神戸町           | 安八郡 神戸町                 | 安八郡 神戸町                        | 安八郡 神戸町                        | 安八郡 神戸町                 | 安八郡 神戸町 |
| 安八郡 中沢村   | 安八郡 中沢村                | 安八郡 中沢村   | 安八郡 中沢村                        | 安八郡 中沢村              | 安八郡 中沢村                      | 安八郡 南平野村          | 安八郡 南平野村      | 安八郡 南平野村                      | 安八郡 南平野村                      | 昭和29年 4月1日 安八郡 神戸町           | 安八郡 神戸町                 | 安八郡 神戸町                        | 安八郡 神戸町                        | 安八郡 神戸町                 | 安八郡 神戸町 |
| 安八郡 南方村   | 安八郡 南方村                | 安八郡 南方村   | 安八郡 南方村                        | 安八郡 南方村              | 安八郡 南方村                      | 安八郡 南平野村          | 安八郡 南平野村      | 安八郡 南平野村                      | 安八郡 南平野村                      | 昭和29年 4月1日 安八郡 神戸町           | 安八郡 神戸町                 | 安八郡 神戸町                        | 安八郡 神戸町                        | 安八郡 神戸町                 | 安八郡 神戸町 |
| 安八郡 北方村   | 明治7年 分立 安八郡 西保村   | 安八郡 西保村   | 安八郡 西保村                        | 安八郡 西保村              | 安八郡 西保村                      | 安八郡 南平野村          | 安八郡 南平野村      | 安八郡 南平野村                      | 安八郡 南平野村                      | 昭和29年 4月1日 安八郡 神戸町           | 安八郡 神戸町                 | 安八郡 神戸町                        | 安八郡 神戸町                        | 安八郡 神戸町                 | 安八郡 神戸町 |
| 安八郡 八条村   | 明治8年 1月 安八郡 四成村    | 安八郡 四成村   | 安八郡 四成村                        | 安八郡 四成村              | 安八郡 四成村                      | 安八郡 南平野村          | 安八郡 南平野村      | 安八郡 南平野村                      | 安八郡 南平野村                      | 昭和29年 4月1日 安八郡 神戸町           | 安八郡 神戸町                 | 安八郡 神戸町                        | 安八郡 神戸町                        | 安八郡 神戸町                 | 安八郡 神戸町 |
| 安八郡 和泉村   | 明治8年 1月 安八郡 四成村    | 安八郡 四成村   | 安八郡 四成村                        | 安八郡 四成村              | 安八郡 四成村                      | 安八郡 南平野村          | 安八郡 南平野村      | 安八郡 南平野村                      | 安八郡 南平野村                      | 昭和29年 4月1日 安八郡 神戸町           | 安八郡 神戸町                 | 安八郡 神戸町                        | 安八郡 神戸町                        | 安八郡 神戸町                 | 安八郡 神戸町 |
| 安八郡 市島村   | 明治8年 1月 安八郡 四成村    | 安八郡 四成村   | 安八郡 四成村                        | 安八郡 四成村              | 安八郡 四成村                      | 安八郡 南平野村          | 安八郡 南平野村      | 安八郡 南平野村                      | 安八郡 南平野村                      | 昭和29年 4月1日 安八郡 神戸町           | 安八郡 神戸町                 | 安八郡 神戸町                        | 安八郡 神戸町                        | 安八郡 神戸町                 | 安八郡 神戸町 |
| 安八郡 青木村   | 明治8年 1月 安八郡 四成村    | 安八郡 四成村   | 安八郡 四成村                        | 安八郡 四成村              | 安八郡 四成村                      | 安八郡 南平野村          | 安八郡 南平野村      | 安八郡 南平野村                      | 安八郡 南平野村                      | 昭和29年 4月1日 不破郡 赤坂町 に編入    | 不破郡 赤坂町 の一部          | 不破郡 赤坂町 の一部                 | 不破郡 赤坂町 の一部                 | 昭和42年 9月1日 大垣市 に編入 | 大垣市 の一部 |
| 安八郡 草道島村 | 安八郡 草道島村              | 安八郡 草道島村 | 安八郡 草道島村                      | 安八郡 草道島村            | 安八郡 草道島村                    | 安八郡 南平野村          | 安八郡 南平野村      | 安八郡 南平野村                      | 安八郡 南平野村                      | 昭和29年 4月1日 不破郡 赤坂町 に編入    | 不破郡 赤坂町 の一部          | 不破郡 赤坂町 の一部                 | 不破郡 赤坂町 の一部                 | 昭和42年 9月1日 大垣市 に編入 | 大垣市 の一部 |

### 関ヶ原の戦いにまつわる噂
関ヶ原の戦い直前の徳川家康が揖斐川を渡り当地に入ろうとした際、石田三成方に銃撃されたという噂もある（『美濃神戸ふるさと百話』による）。これは作り話の可能性もあるが、後に将軍となったため緘口令がしかれた可能性もある。なお、家康が当地を通ったのは事実であるが、柿を手に取って「大柿我が手に討つ」と大垣にいた三成を指して言い、甘柿にもかかわらず「ああシブかった、シブかった」（四部勝った+四部勝った＝八部勝った、という意味）と言ったといわれている（同書）。
なお、石田三成は天正19年（1591年）に神戸とは伊吹山地を挟んだ佐和山城に入っているが、当初は蔵入地の代官として佐和山城に入ったもので、正式に佐和山城主になる文禄4年（1595年）以前の三成本人の所領は神戸とその周辺にあって佐和山から統治していたとする指摘が出されており、神戸は三成が領主を務めたゆかりの土地であったことになる。

## 人口
| |                                        |  |
| 神戸町と全国の年齢別人口分布（2005年） | 神戸町の年齢・男女別人口分布（2005年） |  |
| ■紫色 ― 神戸町 ■緑色 ― 日本全国 | ■青色 ― 男性 ■赤色 ― 女性              |  |
| 神戸町（に相当する地域）の人口の推移 \| 1970年（昭和45年） \| 13,615人 \| \| \| 1975年（昭和50年） \| 16,681人 \| \| \| 1980年（昭和55年） \| 19,338人 \| \| \| 1985年（昭和60年） \| 20,386人 \| \| \| 1990年（平成2年） \| 20,704人 \| \| \| 1995年（平成7年） \| 20,687人 \| \| \| 2000年（平成12年） \| 20,750人 \| \| \| 2005年（平成17年） \| 20,830人 \| \| \| 2010年（平成22年） \| 20,065人 \| \| \| 2015年（平成27年） \| 19,282人 \| \| \| 2020年（令和2年） \| 18,585人 \| \| |                                        |  |
| 総務省統計局 国勢調査より |                                        |  |
| 1970年（昭和45年） | 13,615人                               |  |
| 1975年（昭和50年） | 16,681人                               |  |
| 1980年（昭和55年） | 19,338人                               |  |
| 1985年（昭和60年） | 20,386人                               |  |
| 1990年（平成2年） | 20,704人                               |  |
| 1995年（平成7年） | 20,687人                               |  |
| 2000年（平成12年） | 20,750人                               |  |
| 2005年（平成17年） | 20,830人                               |  |
| 2010年（平成22年） | 20,065人                               |  |
| 2015年（平成27年） | 19,282人                               |  |
| 2020年（令和2年） | 18,585人                               |  |

## 行政
- 町長：藤井弘之（2022年7月4日～）
  - 1代：河出義一
  - 2代：高崎善慶
  - 3代：渡辺昭一
  - 4代：吉田弘義
  - 5代：谷村成基
  - 6代：藤井弘之

なお、2005年まで神戸町には社会福祉協議会がなく、町が福祉センターで直接行っていた。

## 姉妹都市・友好都市
提携都市（災害時相互応援協定）
- 養老町（岐阜県）
2017年5月9日締結
- 垂井町（岐阜県）
2017年5月9日締結
- 関ケ原町（岐阜県）
2017年5月9日締結
- 輪之内町（岐阜県）
2017年5月9日締結
- 安八町（岐阜県）
2017年5月9日締結

## 公共施設

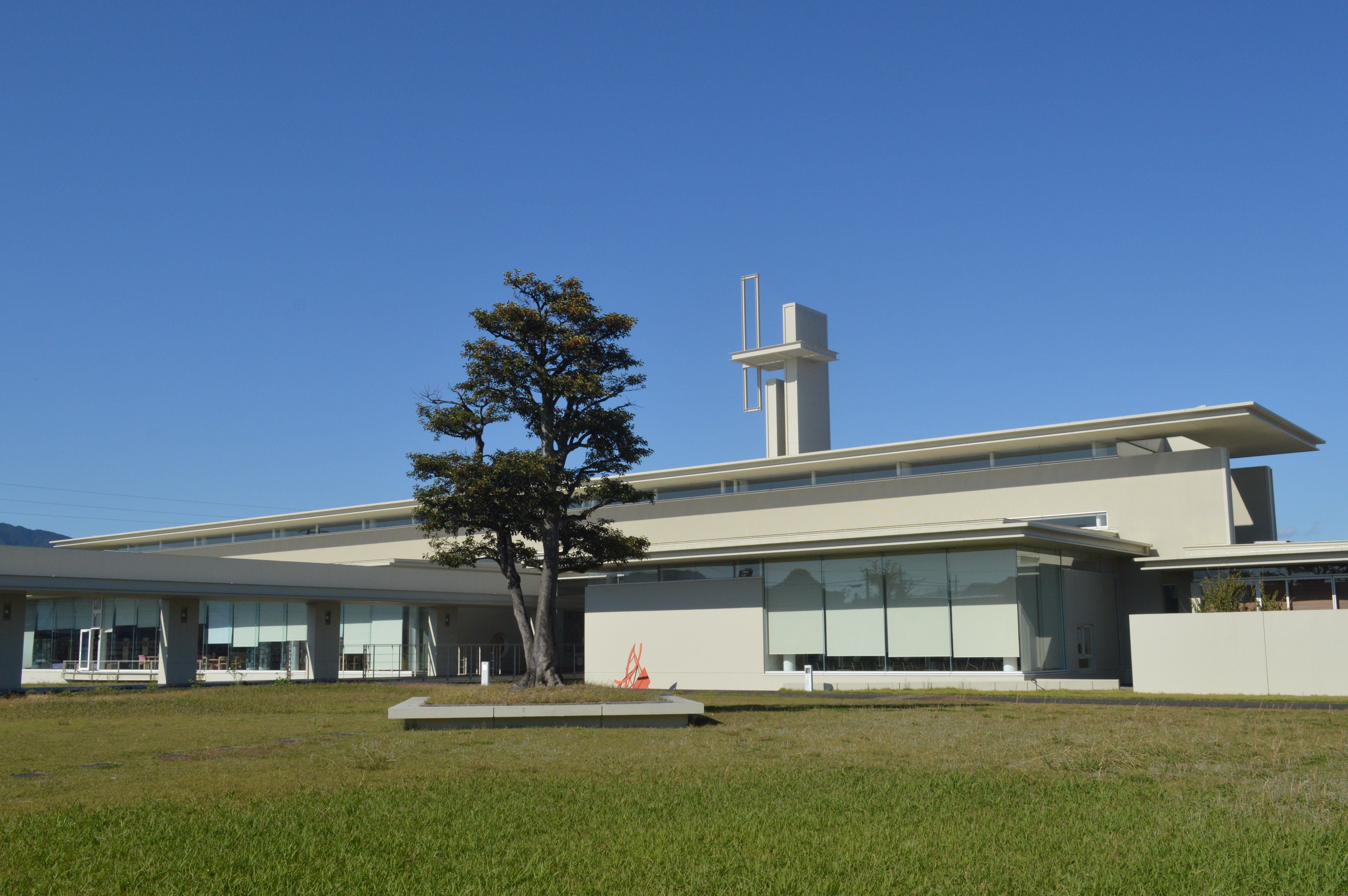
神戸町立図書館

- 大垣警察署神戸交番
- 神戸町役場
- 神戸町中央公民館
- 神戸町民体育館
- 下宮地区公民館
- ごうど中央スポーツ公園
- 西座倉スポーツ公園
- 下宮テニスコート
- 神戸町立図書館
- 日比野五鳳記念美術館
- 保健センター
- ふれあいセンター

## 教育

### 中学校
- 神戸町立神戸中学校

### 小学校
- 神戸町立下宮小学校
- 神戸町立神戸小学校
- 神戸町立南平野小学校
- 神戸町立北小学校

なお、池田町の岐阜県立池田高等学校の校庭のグランド部分が当町にかかっている。これは神戸町もかつて高校誘致をした名残りである。また、岐阜経済大学のグランドも当町に存在する。

## 交通

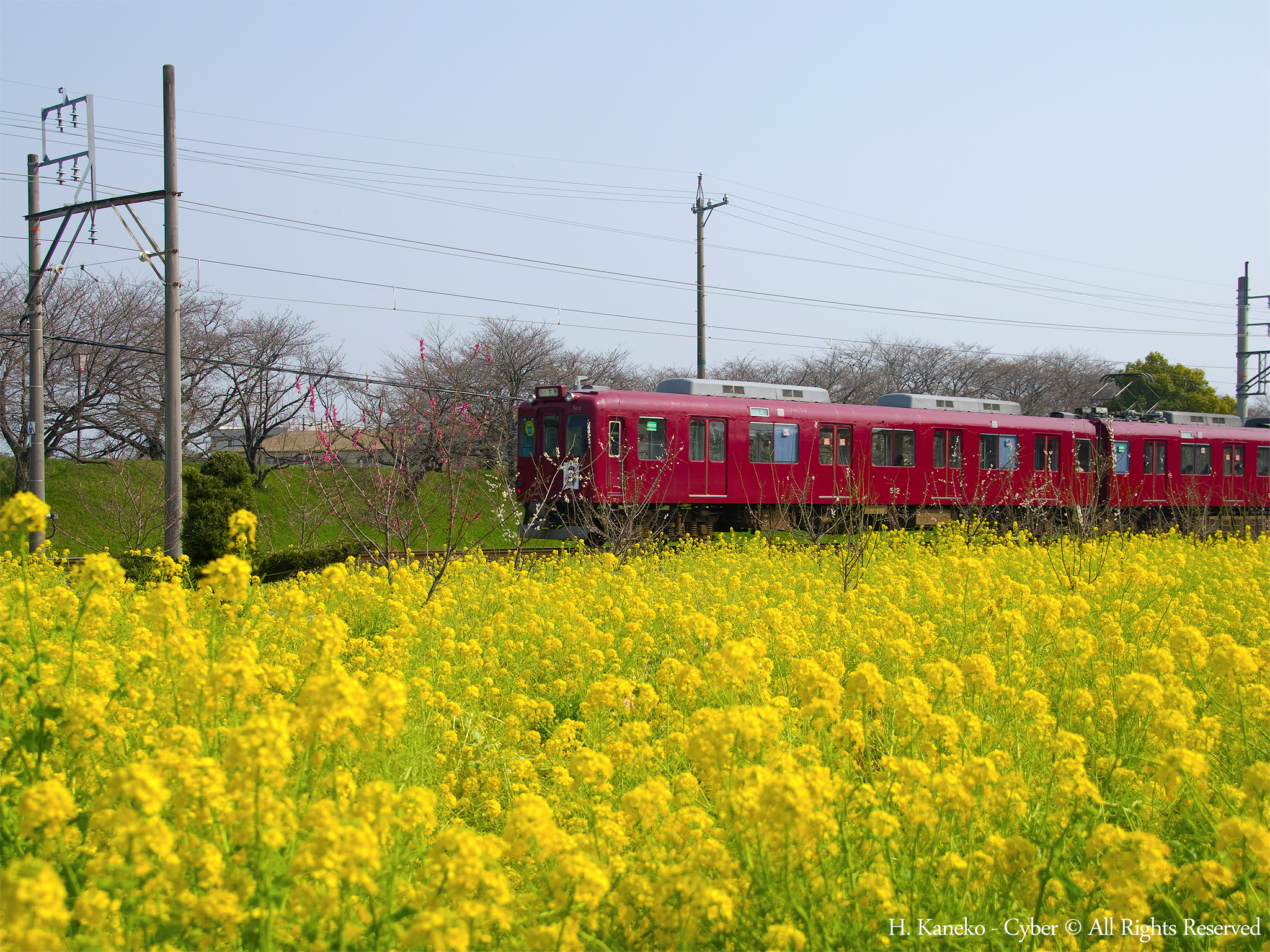
神戸町内を走る養老鉄道

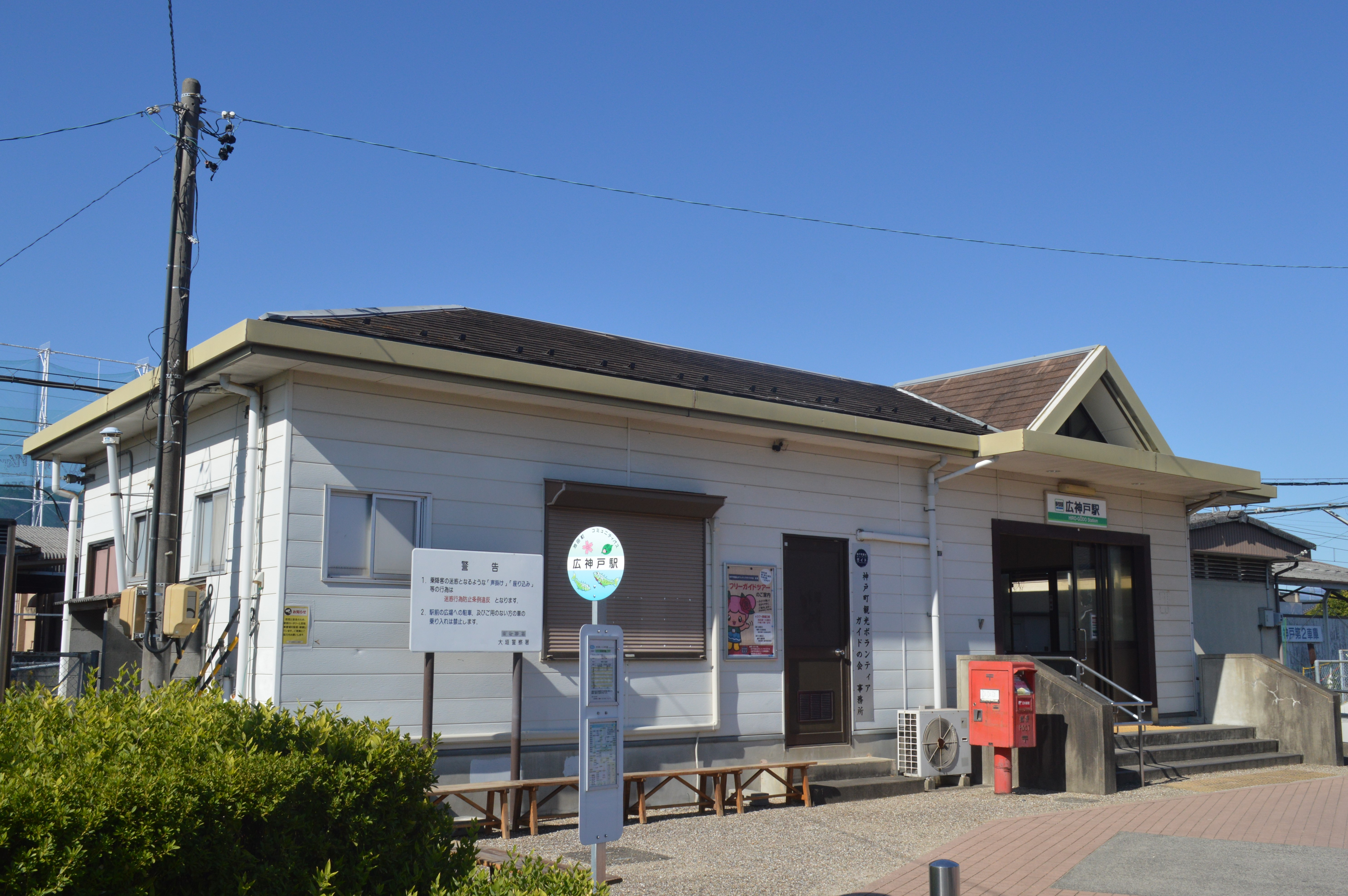
広神戸駅

### 鉄道
- 養老鉄道
  - 養老線：- 東赤坂駅 - 広神戸駅 - 北神戸駅 -
    - 町を縦断している。広神戸駅が町のほぼ中心に位置する。

### バス
路線バス
- 名阪近鉄バス
- みずほバス

十九条・古橋線の「神戸町柳原」バス停が神戸町内にある。

### 道路
高速道路
- 東海環状自動車道
  - （事業中） - 大野神戸IC（料金所は大野町） - （大垣市）

県道
- 岐阜県道53号岐阜関ケ原線
- 岐阜県道92号岐阜巣南大野線
- 岐阜県道156号曽井中島美江寺大垣線
- 岐阜県道212号大垣大野線
- 岐阜県道217号赤坂神戸線
- 岐阜県道230号柳瀬赤坂線
- 岐阜県道261号脛永万石線

## 文化
本町通りの商店街の道幅は昔から30メートル程と広い。平成に入ってから1車線ずつの車道と広い路肩とを塗り分けるカラー舗装がなされている。なお広神戸駅の名もこの道幅にちなむとの説がある。
夜叉ヶ池伝説の里。平安の昔に日照りが続いた際、時の有力者安八太夫安次が何気なく降雨のなさをボヤいた相手がたまたま夜叉ヶ池の龍神の化身だったヘビだったため、龍神が雨を降らせた見返りに安次の娘が龍神に嫁入りすることとなり、以来日照りの際には夜叉ヶ池に雨乞いするようになったという話（詳細はリンク先参照）。毎年8月17日には龍神祭が、安次の子孫（すべて「石原伝兵衛」を襲名）によって、伝兵衛の住む神戸町安次の夜叉堂で行われる。また夜叉ヶ池と神戸町との間で毎年7月、夜叉ヶ池伝説マラニックというマラソンが行われる。

## 名所・旧跡・観光スポット・祭事・催事

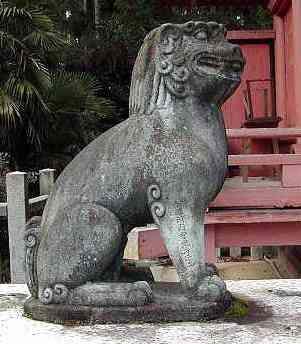
日吉神社の狛犬

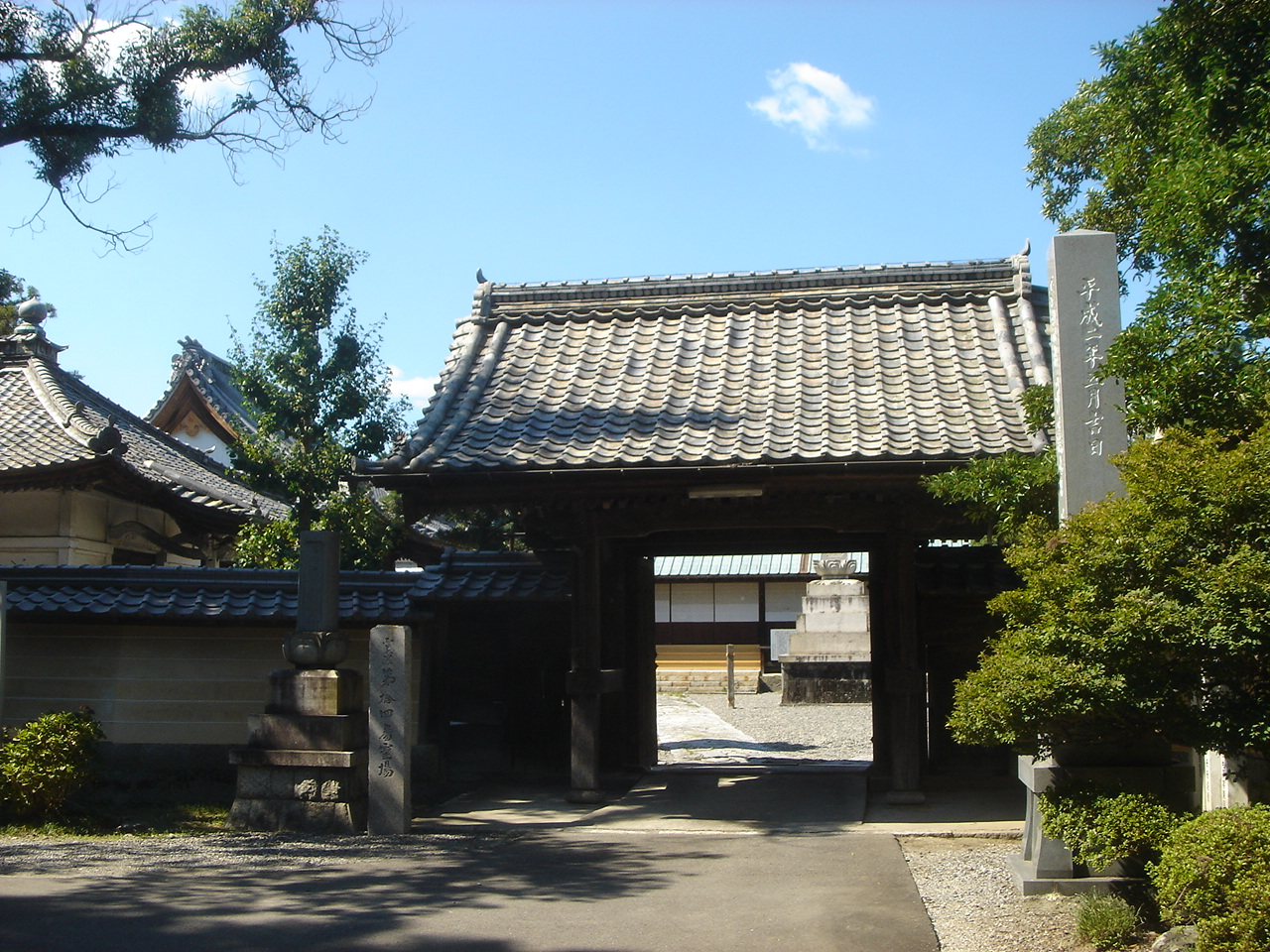
善学院

### 名所・旧跡
- 日吉神社 - 旧社格は県社。三重の塔は戦国武将稲葉一鉄、狛犬は不破光治がそれぞれ寄進し、いずれも重要文化財。
- 善学院 - 神護寺善学院ともいい、日吉神社の別当寺である。
- 瑠璃光寺 - 「紙本墨書白隠慧鶴書跡」は岐阜県指定文化財。
- ばら公園いこいの広場 - 約9,000㎡の敷地に、約300品種3,300株のバラが植えられている[2]。

### 祭事・催事
- 日吉山王祭 - 日吉神社の祭礼。5月3日・4日。本家日吉大社になぞらえたもので、本家にもない「松明と走るみこし」を見にくる観光客で賑わう。期間中、みこしの通るルートとなる神戸町中心部の宮町通りと本町通りは、終日歩行者天国となる。日吉神社では他にも6月30日に茅の輪くぐりがある。また本町通りの歩行者天国は、毎年11月3日の神戸町文化祭・産業祭でも実施される。
- GO!ご～どんとこい祭り - 10月第2土・日曜日。
- ごうど朝市さくらまつり - 4月第一土曜日。

## 著名な出身者
- 日比野五鳳 - 書道家。神戸町名誉町民。町立の日比野五鳳記念美術館がある。
- 水野瑞夫 - 薬学者。岐阜薬科大学学長。
- 西脇充子 - 女子プロレスラー。
- 若山慎司 - 衆議院議員。
- 高橋杏村 - 画家
- 杉山三郊 - 外務省官僚、書家、漢学者